# HD-BURN
HD-BURN（エイチディー・バーン）は、CD-Rメディアの記録フォーマットである。HDはHigh Densityを意味し一般のCD-Rに対し従来の2倍のデータ量を書き込めるようになる（Type80(700MB)のCD-Rメディアの場合、1.4GBの記録が可能）。
最短記録マーク長を短縮することで線記録密度を高め、DVDの誤り検出訂正方式と変調方式を採用することでデータ効率を改善し、総合的に記録容量を2倍にした。
三洋電機が開発し2年間の開発の後、2002年9月に発表された。しかし、DVD-Rメディア等が安価になったことから、対応機種の新規発売予定は2005年現在なくなっている。